# Паррисас Диас, Нурия
Нурия Паррисас Диас (исп. Nuria Párrizas Díaz; род. 15 июля 1991, Гранада, Андалусия) — испанская теннисистка; победительница трёх турниров WTA 125 в одиночном разряде.

## Общая информация
Родилась 15 июля 1991 года в городе Гранада, в Испании.

## Спортивная карьера
В 2012—2018 годах стала победительницей трёх турниров ITF в парном разряде.
И в 2013—2024 годах стала победительницей ещё двадцати четырёх турниров ITF в одиночном разряде.

### 2021—2022
В июле 2021 года стала победительницей турнира WTA 125 на грунте Открытый чемпионат Швеции в Бостаде (Швеция), где в финале победила белоруску Ольгу Говорцову со счётом 6-2 6-2.
И в сентябре 2021 года вновь стала победительницей турнира WTA 125 в Колумбусе (США), где в финале победила китаянку Ван Синьюй со счётом 7-6(7-2), 6-3.
В январе 2022 году на Открытом чемпионате Австралии в одиночном разряде она дошла до третьего круга, где проиграла опытной американке Джессике Пегуле со счётом 6-7, 2-6, показав лучший результат за всю карьеру на турнирах серии Большого шлема.

### 2023—2024
На Открытом чемпионате Австралии 2023 года в одиночном разряде она вновь дошла до третьего круга, где проиграла опытной хорватке Донне Векич со счётом 2-6, 2-6, повторив лучший результат за карьеру на австралийских кортах.
В январе 2024 года стала победительницей турнира WTA 125 в Канберре (Австралия), где в финале победила англичанку Хэрриет Дарт со счётом 6-4, 6-3.

## Итоговое место в рейтинге WTA по годам
| Год  | Одиночный рейтинг | Парный рейтинг |
| 2023 | 123               | 852            |
| 2022 | 72                | 335            |
| 2021 | 65                | 363            |
| 2020 | 232               | 407            |
| 2019 | 216               | 445            |
| 2018 | 337               | 498            |
| 2017 | 446               | 1074           |
| 2016 | 716               | —              |
| 2015 | 510               | —              |
| 2014 | 316               | 864            |
| 2013 | 365               | 932            |
| 2012 | 525               | 773            |
| 2011 | 596               | 1094           |
| 2010 | 933               | 869            |
| 2009 | 765               | 661            |
| 2008 | 784               | —              |
| 2007 | 1030              | 953            |